# Armin van Buuren
Armin van Buuren (pronunție în neerlandeză [ˈɑrmɪn vɑn ˈbyːrə(n)]; n. 25 decembrie 1976, Leiden, Olanda de Sud, Țările de Jos) este un producător neerlandez de muzică trance.
Armin van Buuren este un nume important pe scena trance, atât ca DJ, cât și ca producător. Interesul său pentru muzica electronică a apărut încă din copilărie, el intrând în posesia primului sampler încă de la 14 ani. Primul său hit a fost Blue fear, lansat în 1995 sub Cyber Records. De atunci au urmat o serie întreagă de producții ce au pătruns în clasamentele muzicale internaționale. În plus, el a colaborat cu Tiësto pentru proiectele Major League și Alibi și a produs piesa Exhale alături de Ferry Corsten. Începând din anul 2000, Armin a lansat seria de compilații AVB, care s-au bucurat de succes la public. Un an mai târziu, olandezul și-a început propria emisiune de radio, intitulată A State of Trance, în timpul căreia își făcea cunoscute creațiile.
De-a lungul carierei, Armin van Buuren a concertat în peste 25 de țări, beneficiind de sprijinul lui Dave Lewis. De curând, el a prezentat un set de nouă ore pentru Dancetheater din Haga. Printre locurile în care mizează constant se numără Passion, Godskitchen, Gatecrasher și Slinky - Marea Britanie, Glow - Washington și Ibiza.
Pe 11 noiembrie 2006, artistul a celebrat pe stadionul A`hoy Rotterdam lansarea unui nou album intitulat 10 years. Motivul care l-a determinat pe Armin să aleagă această locație ca fiind rampa de lansare a noului album, a fost concertul extraordinar susținut de artist acolo în anul 2005, Armin Only, eveniment puternic marcant emoțional pentru toți cei 12.000 de participanți.

## Viața personală
Armin van Buuren s-a născut în Leiden, Olanda, în 25 decembrie 1976, dar a crescut în Koudekerk aan den Rijn. Van Buuren a început să compună muzică la vârsta de 14 ani. A fost inspirat de compozitorul francez de muzică electronică Jean-Michel Jarre. Van Buuren a absolvit Stedelijk Gymnasium din Leiden în 1995, iar apoi a studiat dreptul la Universitatea Leiden. A început să lucreze ca DJ în Club Nexus, realizând mai multe sesiuni săptămânal, multe din ele durând peste șase ore. În 1999 l-a întâlnit pe Dave Lewis care i-a facilitat o carieră de DJ în Anglia și SUA. Cum cariera sa muzicală a început să ia avânt, și-a suspendat studiile de drept, pe care le-a absolvit până la urmă în 2003.
În 18 septembrie 2009, Van Buuren s-a căsătorit cu Erika van Thiel, cu care avea o relație de nouă ani. Fiica lor, Fenna, s-a născut în iulie 2011. Van Buuren a anunțat doar cu câteva ore înainte de a urca pe scena festivalului Tomorrowland, în 27 iulie 2013, că soția sa a adus pe lume un fiu, Remy.
În 2011, Van Buuren a primit titlul de Ofițer al Ordinului de Orania-Nassau (ordin militar și civil creat în 1982), pentru serviciile sale în domeniul muzicii.

## Cariera

### 1996–99: Începuturile și succesul
În 1996, Armin a scos EP și Push la Timeless Records. Van Buuren a conoscut primul său succes major cu piesa "Blue Fear", lansată sub eticheta Cyber Records în 1997. Altă piesă care a cunoscut succesul comercial, "Communication", produsă de aceeași casă de discuri, a devenit populară în Ibiza, Spania, în vara anului 1999. După ce a semnat cu AM PM Records (divizia dance a AM Records), această piesă a intrat în UK Singles Chart pe locul 18 în anul 2000.

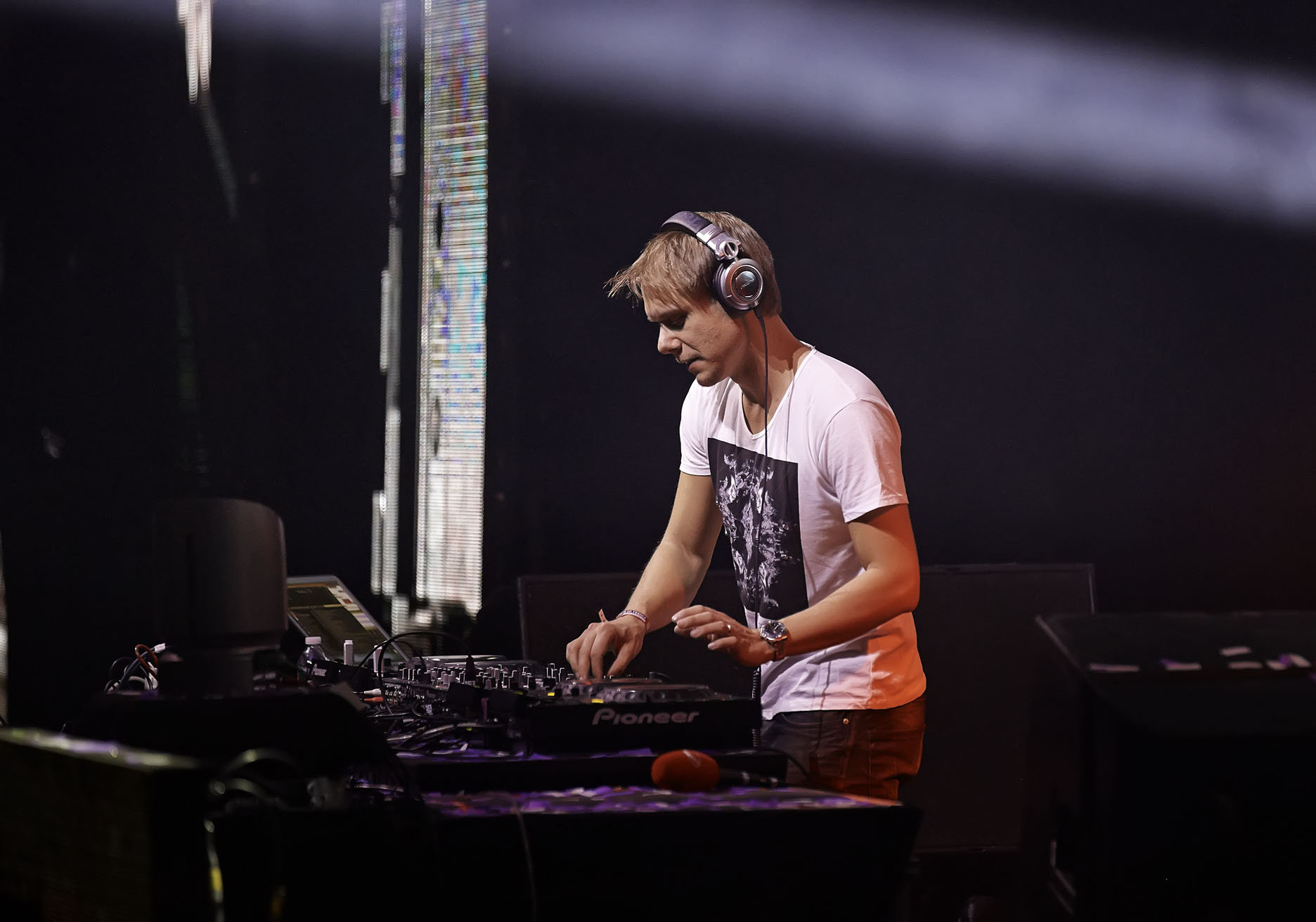
Armin van Buuren mixând

La începutul anului 1999, Van Buuren și-a lansat propria marcă, Armind (marcă olandeză focalizată pe trance și a cărei interfață cu publicul este fondatorul ei), împreună cu United Recordings. Prima piesă lansată, Gig – "One", a avut parte de o primire favorabilă. A doua melodie, "Touch Me", apărea în Marea Britanie sub egida casei de înregistrări Ministry of Sound. Cea de a treia piesă, Gimmick – "Free" apărea sub titulatura R&S Records.

### 2000–04:A State of Tranceși76
În 2000, Van Buuren a început propria serie de compilații. El a găsit un echilibru între stilurile house progresiv și trance vocal. Primul său album compilație, A State of Trance (a nu se confunda cu emisiunea sa radio săptămânală), s-a vândut în 10000 exemplare și conține remixuri ale lui Van Buuren după Moogwai și "Viola". Făcând echipă cu Tiësto, s-au născut două noi proiecte: Major League – "Wonder Where You Are?" scos la Black Hole Recordings și Alibi – "Eternity", produs de Armind. "Eternity", apărut la Vandit Records, s-a bucurat de succes atât în cluburi, cât și în clasamente. A urmat o altă colaborare importantă: împreună cu Ferry Corsten, Van Buuren a înregistrat un riff intitulat "Exhale" pentru albumul System F, Out of the blue. Lansată sub formă de single, această piesă a obținut Discul de aur în mai puțin de o lună. Sub pseudonimul Gaia el a lansat "4 Elements", la Captivating Sounds, o marcă aparținând casei de discuri Warner Brothers.
Al doilea său album, Basic Instinct, cuprindea o piesă nouă: "Perpetuous Dreamer" – "The Sound of Goodbye". Această piesă a intrat în clasamentele olandeze în iunie 2001, pe locul 26. Mai târziu, în același an, piesa a ajuns pe prima poziție în Hot Dance Music/Club Play. Cel de-al treilea album, In Motion, a apărut în data de 6 august 2001. Un al patrulea album, Transparence, a urmat în anul 2002. În 2003 a colaborat cu artiști cum ar fi DJ Seth Alan Fannin în turneul european Dance Revolution, mixând în fața unor mulțimi de peste 20000 de oameni, în Olanda.

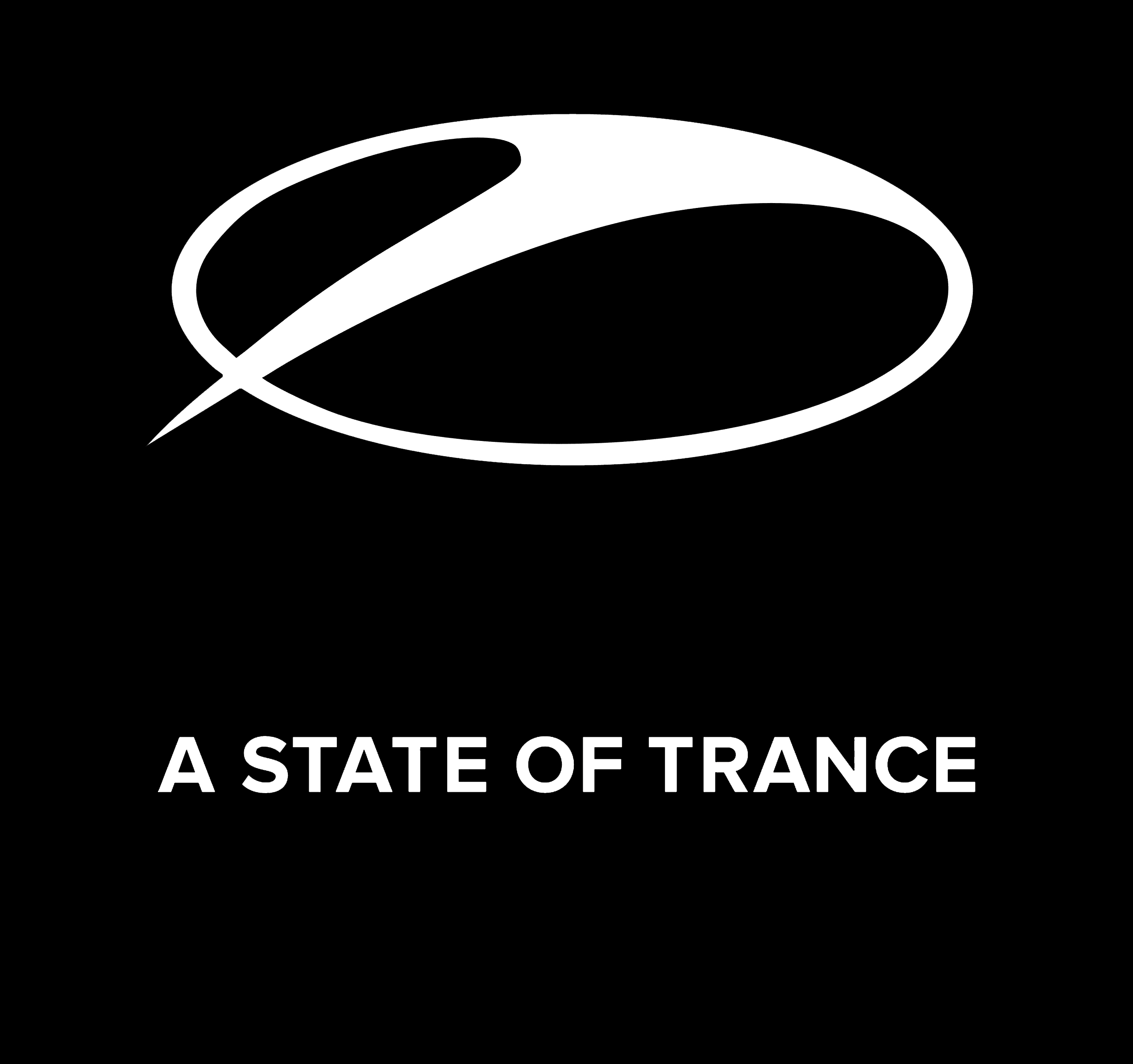
Logoul emisiunii „A State Of Trance”

În martie 2001, Van Buuren și-a început propria emisiune radio la postul ID&T Radio (emisiune difuzată inițial în olandeză, iar mai târziu, începând cu episodul 183, în engleză).În această emisiune săptămânală de două ore, intitulată A State of Trance, el prezintă cele mai populare melodii trance. Emisiunea sa și artiștii pe care îi prezintă, sunt popularizate și pe propriul website.
Când ID&T Radio a trecut la alte genuri muzicale, în 2004, Van Buuren a mutat emisiunea A State of Trance la Fresh FM (Olanda), iar mai târziu la SLAM!FM. Este acum o apariție săptămânală la Radio 538, liderul de piață între radiourile olandeze, la DI.FM, un post de radio online, și la XM Satellite Radio, channel 52, în SUA și Canada. Lista completă a posturilor de radio care difuzează A State of Trance poate fi găsită la secțiunea ASOT a websiteului lui Armin.

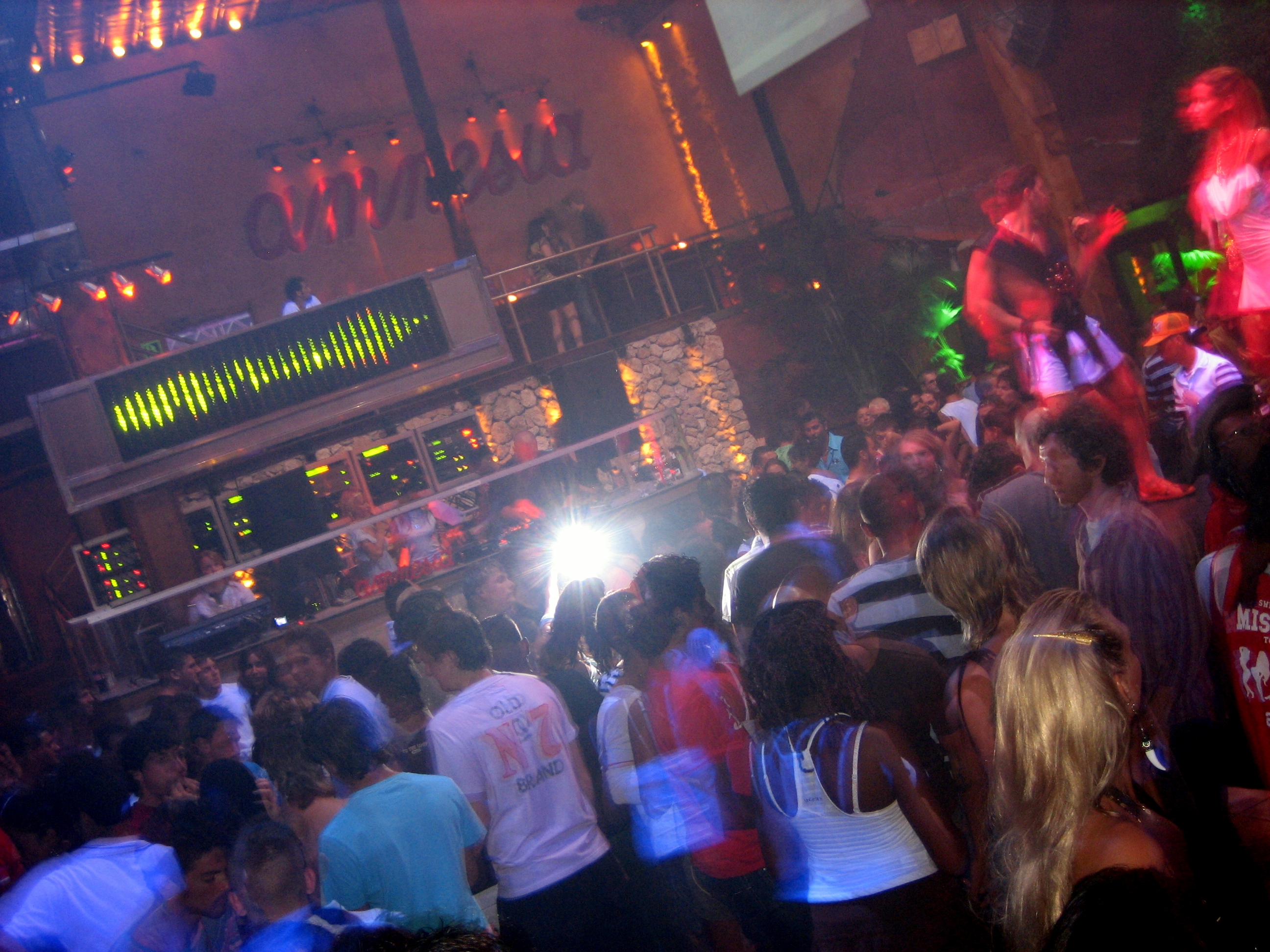
Clubul de noapte „Amnesia”, de renume internaţional, din insula Ibiza, cu o capacitate de peste 5000 de persoane

În 2002, a fost DJ rezident la clubul Glow din Washington D.C., și a mixat prin orașe din America de Nord. A apărut de asemenea în mod regulat la clubul de noapte Amnesia din insula Ibiza, Arhipelagul Baleare, Spania. În octombrie același an, Van Buuren a fost votat numărul 5 în revista DJ Mag.
În iunie 2003, Van Buuren a sărbătorit cel de-al 100-lea episod din A State of Trance la Bloomingdale, Bloemendaal aan Zee, Olanda și a scos primul său album de studio, 76, un album de 76 de minute, împărțit în 13 piese. În același an a fost votat nr. 3 în revista DJ Mag și și-a păstrat poziția și în următorii doi ani (2004, 2005). Tot în 2004, Van Buuren a remixat tema serialului TV 24, într-un succes trance.

### 2005–09:ShiversșiImagine

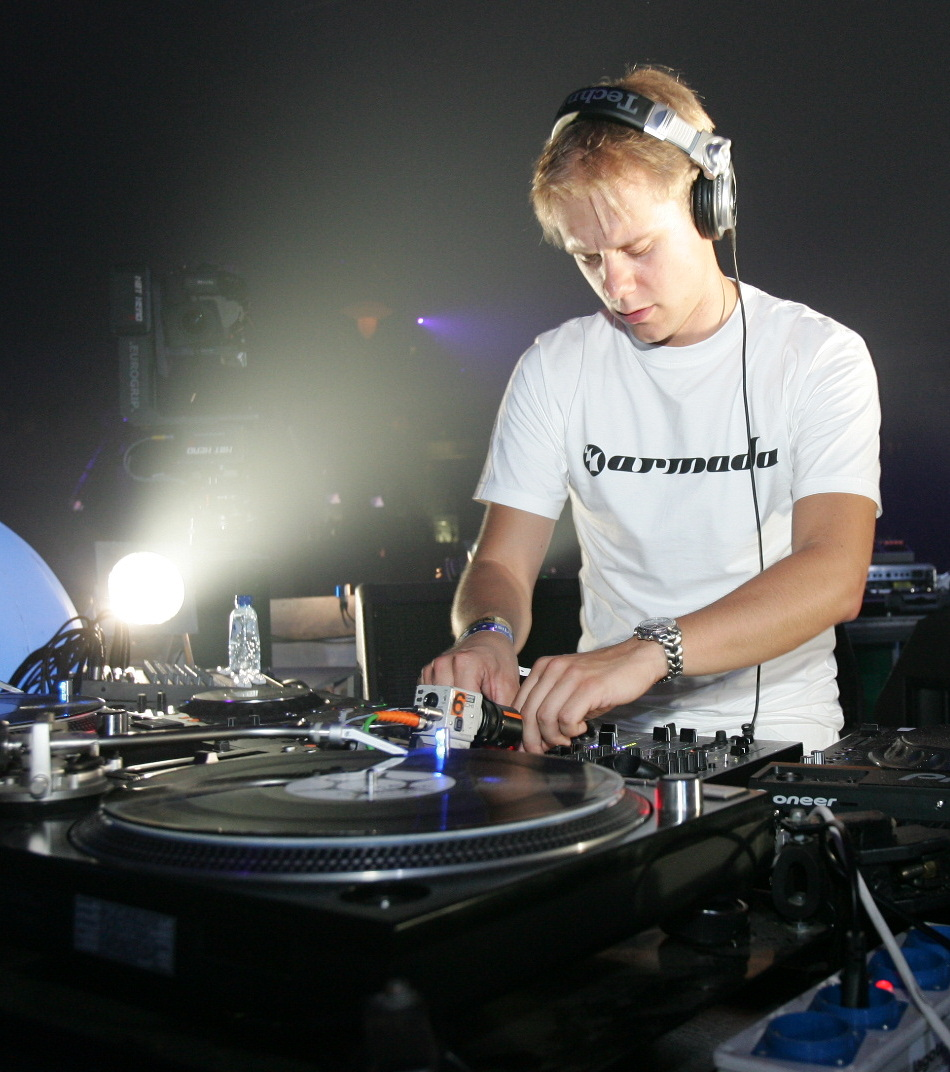
Van Buuren la evenimentul Sensation White în 2005.

În 2 iunie 2005, a sărbătorit cel de-al 200-lea episod din A State of Trance la Museumplein, Amsterdam, Olanda. În 8 august 2005, Van Buuren a scos pe piață al doilea său album de studio, Shivers. La acest album, Van Buuren a lucrat cu artiști cum ar fi: cântăreața pakistanezo-americană Nadia Ali, cântăreața engleză Justine Suissa și duoul trance american Gabriel & Dresden.
Pe 25 mai 2006, a celebrat, alături de diferiți artiști, episodul cu numărul 250 din A State of Trance la clubul de noapte Asta, din Haga, Olanda. A fost votat nr. 2 pe anul 2006 în revista DJ Mag. În 17 mai 2007, a sărbătorit, alături de alți artiști, episodul 300 din A State of Trance, la Pettelaarse Schans, Den Bosch, Olanda.

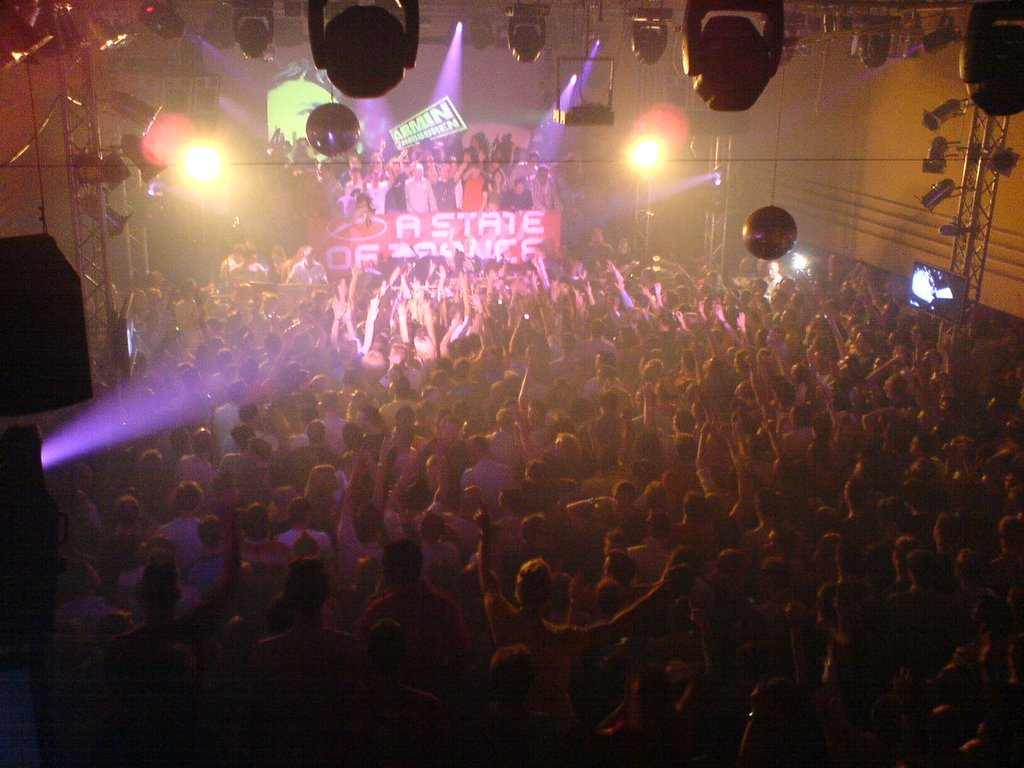
Clubul de noapte Asta, din Haga, Olanda

În cele din urmă, Armin a ajuns pe locul 1 în clasamentul pe 2007 al revistei DJ Mag.
În 12 ianuarie 2008, lui Van Buuren i-a fost conferit "Buma Cultuur Pop Award", cel mai prestigios premiu olandez din domeniul muzicii.
În 17 aprilie 2008, Van Buuren a scos al treilea său album de studio, Imagine. Cuprinde colaborări cu artişti cum ar fi Jacqueline Govaert de la Krezip. A intrat direct pe locul I în clasamentul albumelor din Olanda. Al doilea single extras de pe acest album, In and Out of Love, alături de Sharon den Adel de la formaţia Within Temptation, a inspirat un video care a fost urmărit de 150 de milioane de ori pe YouTube.

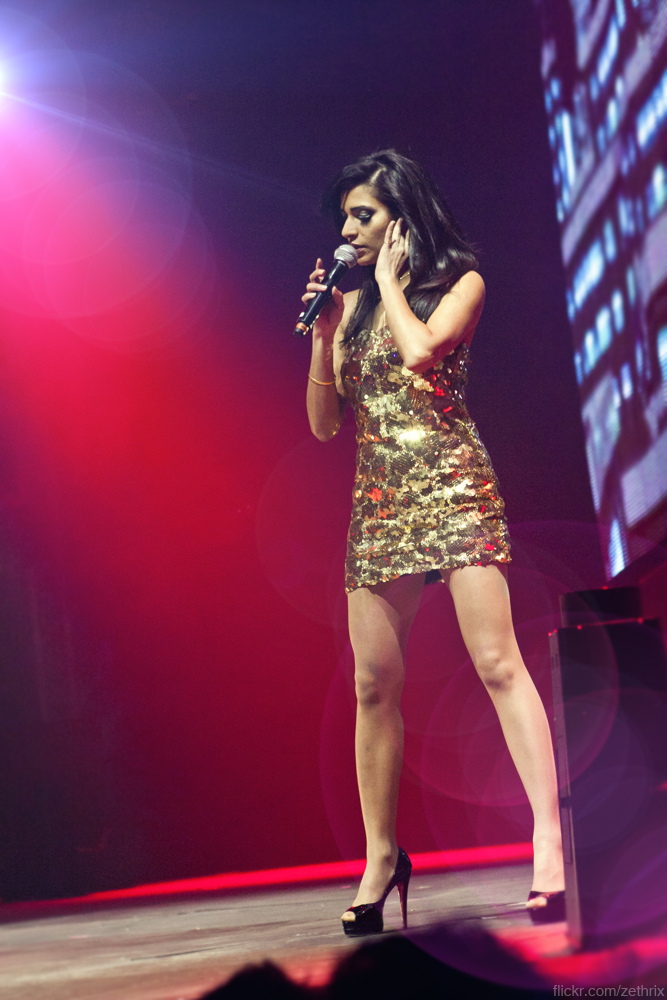
Nadia Ali pe scenă în turneul Armin Only

După lansarea albumului Imagine, Van Buuren a lucrat, împreună cu Benno de Goeij de la Rank 1, la producții solo și remixuri. În 1 mai 2008, a sărbătorit al 350-lea episod din A State of Trance, la Noxx, Antwerpen, Belgia. A fost votat din nou cel mai bun DJ, în clasamentul pe 2008 al revistei DJ Mag.
A colaborat cu fratele său, chitaristul Eller van Buuren, la festivalul Together As One, în Los Angeles, S.U.A., în noaptea Anului Nou 2009, ca și la albumul de studio din 2008, Imagine. Concertul alături de fratele său a fost ultimul eveniment din turneul mondial Armin Only: Imagine.
Pentru a celebra episodul 400 din A State of Trance, a susținul 3 spectacole alături de diferiți artiști, în următoarele locații: Club Butan, Wuppertal, Germania, în 16 aprilie 2009, clubul de noapte AIR, din Birmingham, Anglia, în 17 aprilie și Maassilo, Rotterdam, Olanda, în 18 aprilie.
Tot în 2009, Foreign Media Games a anunțat producerea unui joc video Armin van Buuren: In the Mix, în colaborare cu Cloud 9 Music și compania lui Van Buuren, Armada Music. Jocul a fost scos pe piață pe 12 noiembrie 2010, exclusiv pentru consola Wii.
A fost votat cel mai bun DJ al anului 2009, în ancheta revistei DJ Mag, pentru al treilea an consecutiv.

### 2010–14:MirageșiIntense
Pe 3 martie 2010, lui Van Buuren i-a fost conferit premiul Harpa de Aur, pentru activitatea sa muzicală și contribuția adusă la dezvoltarea muzicii olandeze, de către BUMA/STEMRA, la Gala Buma Harpen 2010, în Hilversum, Olanda.
Pentru a celebra episodul cu numărul 450 din A State of Trance, a participat, alături de alți artiști, la cinci spectacole, desfășurate pe două continente. Locațiile au fost: The Guvernment, Toronto, Canada, în 1 aprilie 2010, Roseland Ballroom, New York City, SUA, în 2 și 3 aprilie, Expo Arena, Bratislava, Slovacia, în 9 aprilie și Centennial Hall, Wroclaw, Polonia, în 24 aprilie.
Pe data de 23 iunie 2010, s-a anunțat că cel de-al patrulea album de studio al lui Van Buuren, Mirage, urmează să apară în 10 septembrie. Primul single, "Full Focus", a fost lansat prin iTunes Store, pe 24 iunie, la miezul nopții. Cântecul a ajuns pe locul 60 în Olanda. Una dintre melodiile de pe acest album care au confirmat, a fost o colaborare cu cântăreața engleză Sophie Ellis-Bextor, intitulată "Not Giving Up on Love", care a apărut ca single de pe cel de-al patrulea album de studio al lui Bextor, Make a Scene.
În 12 septembrie 2010, Van Buuren a lansat "A State of Sundays", o nouă emisiune săptămânală de 24 ore, difuzată la Sirius XM Radio.
Pe 20 octombrie 2010, Van Buuren a câștigat Premiul pentru cel mai popular DJ internațional, oferit de The Golden Gnomes.
Pe 27 octombrie 2010, Van Buuren a fost anunțat, pentru al patrulea an consecutiv, cel mai bun DJ din lume, în clasamentul DJ Mag.
Ediția 2010 Armin Only: Mirage a început în 13 noiembrie, în Utrecht, Olanda, au urmat spectacole în Sankt Petersburg, Kiev, Buenos Aires, Melbourne, Beirut, Poznań, Moscova și Bratislava.

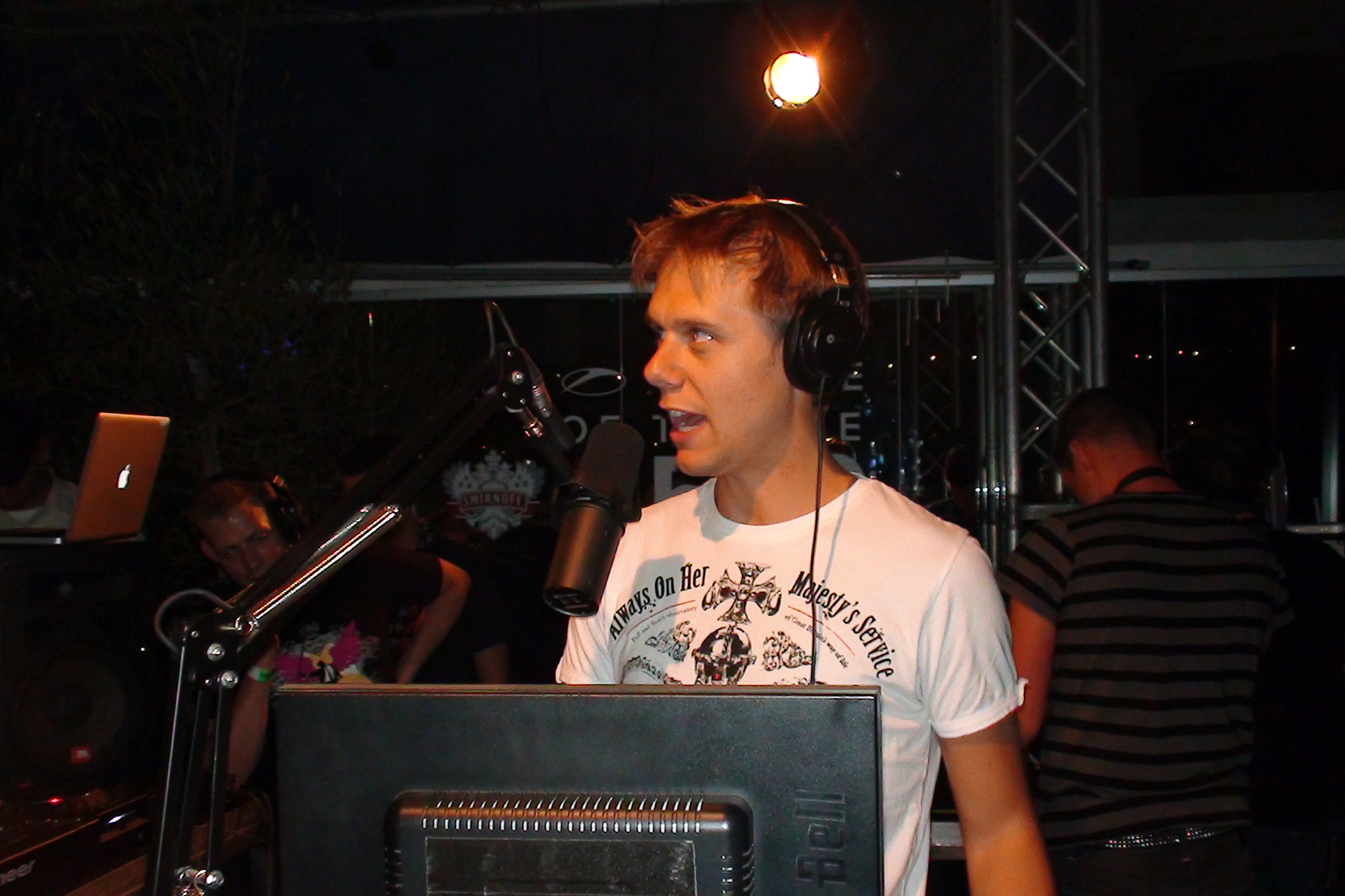
Van Buuren difuzând episodul cu numărul 500 din A State of Trance, live, din Club Trinity, Cape Town, în 17 martie 2011.

Pentru a marca aniversarea de 10 ani și episodul cu numărul 500 din emisiunea sa radio săptămânală A State of Trance, Van Buuren a susținut cinci spectacole pe cinci continente, în cinci săptămâni consecutive, alături de diferiți artiști. Primul spectacol a avut loc pe 19 martie 2011, în Johannesburg, Africa de Sud, la MTN Expo Centre. Spectacolul din Miami a avut loc la Ultra Music Festival, pe 27 martie. A urmat Argentina, cu a treia sărbătorire pentru ASOT 500, ținută la GEBA în Buenos Aires. Cea mai importantă ediție a avut loc în Brabanthallen din Den Bosch, Olanda. Însoțit de peste 30 de DJ, din întreaga lume, la spectacol au participat peste 30000 de oameni. Evenimentul a fost radiodifuzat live în peste 30 de țări.. Spectacolul final s-a ținut în Sydney, pe 16 aprilie, la Acer Arena.
Pe 30 aprilie 2011, Van Buuren a fost numit Ofiter al Ordinului de Orania-Nassau (ordin militar și civil creat în 1982), pentru serviciile sale aduse muzicii și economiei olandeze.  În același an, a primit cheia orașului Leiden de la primarul orașului și a fost votat numărul 2 în ancheta pe 2011 a revistei DJ Mag.
Pentru a celebra episodul 550 din A State of Trance, a cântat alături de diverși artiști, pe două continente, pe parcursul a patru săptămâni. Spectacolul a fost numit A State of Trance 550: Invazia. Primul eveniment a fost sărbătorit la Ministry of Sound, în Londra, pe data de 1 martie 2012. În 7 martie, Moscova a găzduit al doilea eveniment, la Expocentre. Spectacolul de la Kiev a fost ținut la International Exhibition Centre, în 10 martie. Pe 17 martie, ca parte a festivalului Beyond Wonderland din Los Angeles și pe 25 martie, la Ultra Music Festival, în Miami. În 31 martie, cel mai mare spectacol ASOT 550 a avut loc în Brabanthallen, din Den Bosch, Olanda.
În 19 octombrie 2012, Van Buuren a fost anunțat, pentru a cincea oară, cel mai bun DJ din lume, în clasamentul revistei DJ Mag.
Pentru a sărbători episodul 600 din A State of Trance, Van Buuren a anunțat că va susține spectacole, alături de alți artiști, în întreaga lume, la începutul anului 2014. Spectacolul a fost numit: A State of Trance 600: Expediția. S-a anunțat că showul va avea parte de un turneu mondial, cu opriri în Madrid, Mexico City, São Paulo, Minsk, Sofia, Beirut, Kuala Lumpur, Mumbai, Miami, Guatemala City, New York City și Den Bosch.
Pe 2 martie 2013, Van Buuren a anunțat că al cincelea său album de studio, Intense, urmează să apară în 3 mai 2013. Primul single de pe acest album, "This Is What It Feels Like", alături de compozitorul și cântărețul canadian Trevor Guthrie, a apărut pe 5 aprilie. Singlelul a fost un succes, făcând din el doar cel de-al patrulea artist trance care a primit vreodată o nominalizare la Premiile Grammy. Turneul de promovare a albumului, Armin Only: Intense, a fost anunțat pe 17 octombrie 2013.

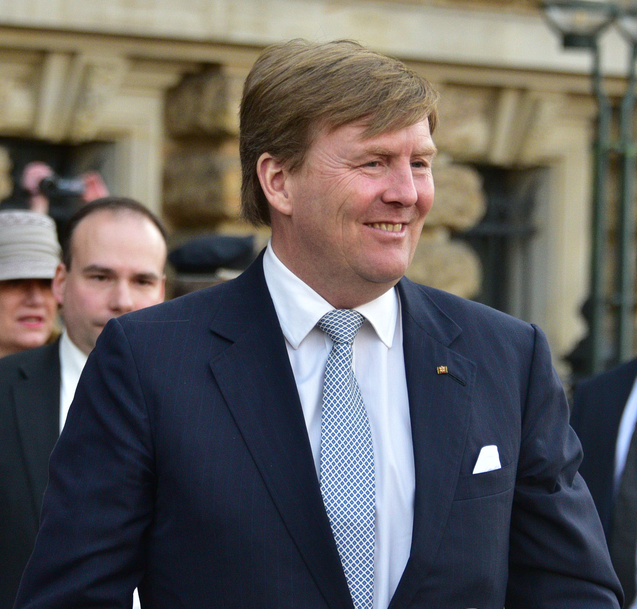
Regele Willem-Alexander al Țărilor de Jos

Ziua de 30 aprilie 2013 a adus abdicarea reginei Beatrix a Olandei, în favoarea fiului ei, regele Willem-Alexander, care a fost încoronat în acea zi. Van Buuren a fost capul de afiș la spectacolul care a urmat încoronării regelui, în Amsterdam. În timp ce cânta live, alături de Royal Concertgebouw Orchestra, regele Willem-Alexander, regina Máxima și cele trei fiice ale lor au făcut o vizită neașteptată pe scenă.
În 19 octombrie 2013, Armin van Buuren s-a clasat pe locul 2 în ancheta DJ Mag.
În 26 ianuarie 2014, Armin van Buuren a participat la cea de-a 56-a ediție a Premiilor Grammy, ca urmare a nominalizării sale, pentru singlelul avându-l ca invitat pe cântărețul canadian Trevor Guthrie, "This Is What It Feels Like", la categoria Best Dance Recording.

### 2015–prezent:Embrace

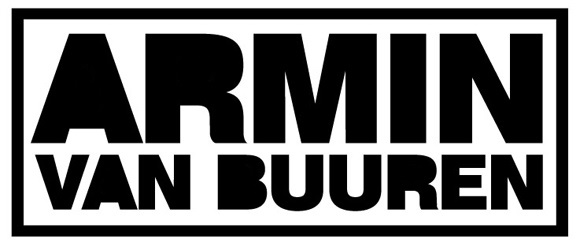
Logoul lui van Buuren, folosit în spectacole începând cu 2015

Pe 8 mai 2015, Armin van Buuren a scos primul single de pe cel de-al șaselea album de studio, Embrace, care a apărut pe piață în 29 octombrie 2015. Singlelul se intitulează "Another You" și îl are ca invitat pe Mr Probz.
La trei săptămâni după lansarea piesei "Another You", Van Buuren a scos și un remix după tema oficială a serialului Game of Thrones, a compozitorului Ramin Djawadi.
Pe16 octombrie 2015, Armin van Buuren a scos următorul single de pe albumul Embrace, numită "Strong Ones", alături de Cimo Fränkel. Ea a fost urmată de o colaborare cu Cosmic Gate, "Embargo",  lansată în 22 octombrie 2015.
Pentru a însoți lansarea albumului, Van Buuren a anunțat reluarea seriei de petreceri Armin Only.
Această ediție a turneului se va numi Armin Only: Embrace și va avea loc pe parcursul anilor 2016 și 2017. După cum o sugerează titlul turneului, se va baza pe colecția de piese prezente pe noul album.